# Pànic al bosc
Pànic al bosc (títol original en anglès, Assault) és una pel·lícula de thriller britànica del 1971 dirigida per Sidney Hayers i protagonitzada per Suzy Kendall, Frank Finlay, Freddie Jones, i Lesley-Anne Down; el cantant David Essex també té un petit paper. Està basat en la novel·la de 1962 The Ravine de Kendal Young, i parla d'un intent de la policia de localitzar un perillós violador/assassí solt. Als Estats Units, es va retitular In the Devil's Garden. Ha estat doblada al català.

## Argument
Després que una col·legial sigui violada quan tornava a casa de l'escola, la policia es trasllada a investigar el cas. Després que una altra noia sigui atacada i assassinada, demanen l'assistència d'un metge i un mestre d'escola local per ajudar a resoldre el cas.

## Repartiment
- Suzy Kendall com a Julie West
- Frank Finlay com a Det. Supnt en cap. Velyan
- Freddie Jones com a reporter
- James Laurenson com a Greg Lomax
- Lesley-Anne Down com a Tessa Hurst
- Tony Beckley com a Leslie Sanford
- Anthony Ainley com el Sr. Bartell
- Dilys Hamlett com a Sra. Sanford
- James Cosmo com a Det. Sgt. Beale
- Patrick Jordan com el sergent. Milton
- Allan Cuthbertson com a forense
- Anabel Littledale com a Susan Miller
- Tom Chatto com a metge de policia
- Kit Taylor com a Doctor
- Jan Butlin com a recepcionista de dia
- William Hoyland com a químic a l'hospital
- John Swindells com a sergent d'escriptori
- Jill Carey com a recepcionista nocturna
- David Essex com a home en adrogueria
- Valerie Shute com noia en adrogueria
- John Stone com a cap de bombers
- Siobhan Quinlan com a Jenny Greenaway
- Marianne Stone com a matrona
- Janet Lynn com noia a la biblioteca